# Baures (Beni)
Baures ist eine Landstadt im Departamento Beni im Tiefland des südamerikanischen Binnenstaates Bolivien.

## Lage im Nahraum
Baures ist der zentrale Ort des Municipio Baures und liegt in der Provinz Iténez auf einer Höhe von 150 m am linken Ufer des Río Negro, der zum Flusssystem des Río Iténez gehört. Baures liegt 70 Kilometer südöstlich der Provinzhauptstadt Magdalena und 200 Kilometer nordöstlich von Trinidad, der Hauptstadt des Departamentos.

## Geographie
Das Klima im Raum Baures ist gekennzeichnet durch eine für die Tropen typische ausgeglichene Temperaturkurve mit nur geringen Schwankungen und einem jährlichen Temperaturmittel von knapp 27 °C (siehe Klimadiagramm Magdalena). Der Jahresniederschlag beträgt mehr als 1400 mm, mit einer deutlichen Feuchtezeit von November bis März, und einer Trockenzeit in den Monaten Juni bis August.

## Verkehrsnetz
Baures liegt in einer Entfernung von 375 Straßenkilometern nordöstlich von Trinidad, der Hauptstadt des Departamentos.
Von Trinidad aus führt die Nationalstraße Ruta 9 auf 211 Kilometer in nördlicher Richtung über San Javier nach San Ramón. Hier zweigt eine unbefestigte Landstraße nach Osten ab, die nach 82 Kilometern die Stadt Magdalena erreicht und nach weiteren 82 Kilometern in südöstlicher Richtung über Huacaraje nach einer Querung des Río Blanco die Stadt Baures.
Am westlichen Ortsrand der Stadt Baures befindet sich eine 1400 Meter lange Landepiste (IATA-Flughafencode BVL), die in nord-südlicher Richtung verläuft.

## Bevölkerung
Die Einwohnerzahl der Stadt ist in den vergangenen beiden Jahrzehnten nur geringfügig angestiegen:
| Jahr | Einwohner | Quelle       |
| ---- | --------- | ------------ |
| 1992 | 1 846     | Volkszählung |
| 2001 | 2 422     | Volkszählung |
| 2012 | 2 127     | Volkszählung |
| 2024 |           | Volkszählung |